# アンヘル・サンチェス (内野手)
アンヘル・ルイス・サンチェス（Ángel Luis Sánchez、1983年9月20日 - ）は、プエルトリコのウマカオ出身のプロ野球選手（遊撃手）。右投右打。現在は、MLB・ロサンゼルス・ドジャースの傘下に所属している。

## 経歴

### アマチュア時代
1999年のMLBドラフトでフロリダ・マーリンズから12巡目（全体356位）で指名されたが、契約しなかった。

### プロ入りとマイナー時代とロイヤルズ時代
2001年のMLBドラフトで、カンザスシティ・ロイヤルズから11巡目（全体325位）で指名され入団。この年は、傘下ルーキー級ガルフ・コーストリーグのガルフ・コーストリーグ・ロイヤルズでプレーした。
2002年も、傘下ルーキー級ガルフ・コーストリーグ・ロイヤルズでプレーした。
2003年は、A級バーリントン・ビーズでプレーした。
2004年も、A級バーリントンでプレーした。
2005年は、A+級ハイデザート・マーベリックスでプレーした。11月18日にルール・ファイブ・ドラフトで他球団からの指名を避ける為、プロテクトに入った。
2006年は、開幕をAA級ウィチタ・ラングラーズで迎えた。9月20日に、アンドレス・ブランコのDL入りに伴ってメジャー昇格を果たす。23日に、デトロイト・タイガース戦でメジャーデビューを果たした。26日のミネソタ・ツインズ戦でメジャー初安打を記録した。
2007年は、右肘の怪我でプレーしなかった。
2008年に復帰し、AA級ノースウエストアーカンソー・ナチュラルズでプレーした。

### ブルージェイズ傘下時代
2008年11月にウェーバーでトロント・ブルージェイズへ移籍した。
2009年は、傘下のAAA級ラスベガス・フィフティワンズでプレーした。

### レッドソックス時代
2009年11月25日にボストン・レッドソックスと契約を結んだ。
2010年は、AAA級ポータケット・レッドソックスで62試合に出場した。5月20日に1試合だけメジャーで出場している。

### アストロズ時代
2010年7月1日にケビン・キャッシュとのトレードでヒューストン・アストロズへ移籍した。
2011年7月11日のシカゴ・カブス戦でライアン・デンプスターからメジャー初本塁打を記録した。
2012年は、傘下のAAA級オクラホマシティ・レッドホークスでプレーし、メジャーに昇格する事は無かった。

### ホワイトソックス時代
2012年10月26日にロサンゼルス・エンゼルス・オブ・アナハイムとマイナー契約を結んだ。移籍したマイサー・イズトゥリスに代わるユーティリティープレイヤーとして期待されたが、12月6日にルール・ファイブ・ドラフトでシカゴ・ホワイトソックスへ移籍した。
2013年は、4月9日の試合後に負傷しDL入りした。結局、メジャーではこの1試合の出場に留まる。5月25日に復帰し、傘下のAAA級シャーロット・ナイツでプレーしたが、成績不振で8月3日に解雇された。

### サマセット・パトリオッツ時代
その後、アトランティックリーグのサマセット・パトリオッツと契約を結んだ。

### サザンメリーランド・ブルークラブス時代
2014年は、アトランティックリーグのサザンメリーランド・ブルークラブスでプレーした。

### ドジャース傘下時代
2014年6月13日にロサンゼルス・ドジャースとマイナー契約を結んだ。傘下のAA級チャタヌーガ・ルックアウツへ異動した。

## 詳細情報

### 年度別打撃成績
| 年 度    | 球 団    | 試 合 | 打 席 | 打 数 | 得 点 | 安 打 | 二 塁 打 | 三 塁 打 | 本 塁 打 | 塁 打 | 打 点 | 盗 塁 | 盗 塁 死 | 犠 打 | 犠 飛 | 四 球 | 敬 遠 | 死 球 | 三 振 | 併 殺 打 | 打 率 | 出 塁 率 | 長 打 率 | O P S |
| -------- | -------- | ----- | ----- | ----- | ----- | ----- | -------- | -------- | -------- | ----- | ----- | ----- | -------- | ----- | ----- | ----- | ----- | ----- | ----- | -------- | ----- | -------- | -------- | ----- |
| 2006     | KC       | 8     | 28    | 27    | 2     | 6     | 0        | 0        | 0        | 6     | 1     | 0     | 0        | 0     | 1     | 0     | 0     | 0     | 4     | 0        | .222  | .214     | .222     | .437  |
| 2010     | BOS      | 1     | 3     | 3     | 0     | 0     | 0        | 0        | 0        | 0     | 0     | 0     | 0        | 0     | 0     | 0     | 0     | 0     | 0     | 0        | .000  | .000     | .000     | .000  |
| 2010     | HOU      | 65    | 269   | 250   | 30    | 70    | 9        | 4        | 0        | 87    | 25    | 0     | 1        | 6     | 0     | 11    | 0     | 2     | 45    | 8        | .280  | .316     | .348     | .664  |
| '10計    | HOU      | 66    | 272   | 253   | 30    | 70    | 9        | 4        | 0        | 87    | 25    | 0     | 1        | 6     | 0     | 11    | 0     | 2     | 45    | 8        | .277  | .312     | .344     | .656  |
| 2011     | HOU      | 110   | 328   | 288   | 35    | 69    | 10       | 0        | 1        | 82    | 28    | 3     | 0        | 10    | 2     | 27    | 1     | 1     | 44    | 3        | .240  | .305     | .285     | .590  |
| 2013     | CWS      | 1     | 2     | 2     | 0     | 0     | 0        | 0        | 0        | 0     | 0     | 0     | 0        | 0     | 0     | 0     | 0     | 0     | 0     | 0        | .000  | .000     | .000     | .000  |
| MLB：4年 | MLB：4年 | 185   | 630   | 570   | 67    | 145   | 19       | 4        | 1        | 175   | 54    | 3     | 1        | 16    | 3     | 38    | 1     | 3     | 93    | 11       | .254  | .303     | .307     | .610  |

- 2016年度シーズン終了時

### 背番号
- 7 (2006年)
- 13 (2010年 - 同年途中)
- 36 (2010年途中 - 2011年)
- 5 (2013年)